# Federica Faiella
Federica Faiella (Roma, 1º febbraio 1981) è una danzatrice su ghiaccio italiana.

## Biografia
Il suo compagno nelle gare di pattinaggio di figura è Massimo Scali. Insieme hanno vinto la medaglia di bronzo ai mondiali di pattinaggio di figura nel 2010, due medaglie d'argento ai europei di pattinaggio di figura nel 2009 e 2010 e sei volte il titolo nazionale (2003–2005, 2007–2009). La Faiella prima competeva assieme a Luciano Milo, con cui è stata campione del Junior Grand Prix nella stagione 1997/1998.
Faiella e Scali sono conosciuti per avere inventato un sollevamento in cui era la dama a sorreggere il cavaliere, che poi è stato vietato dalla federazione internazionale.

## Programmi

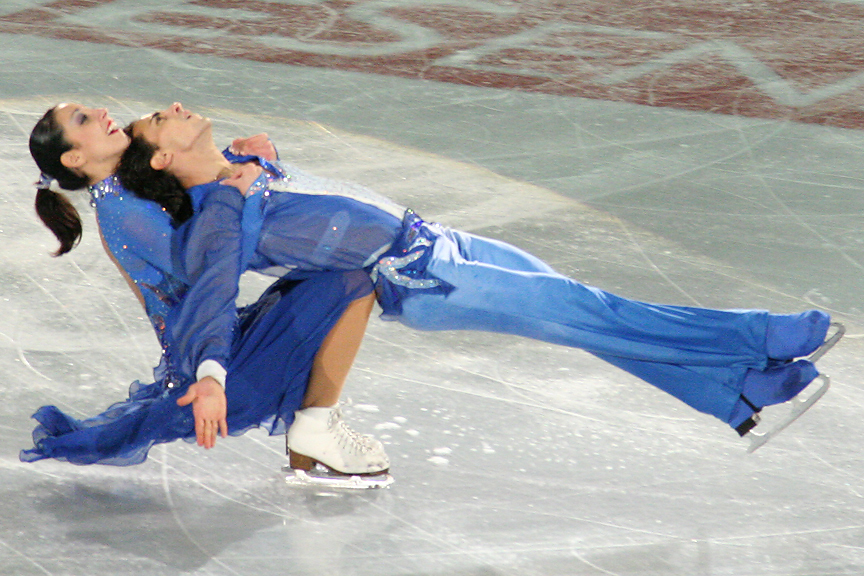

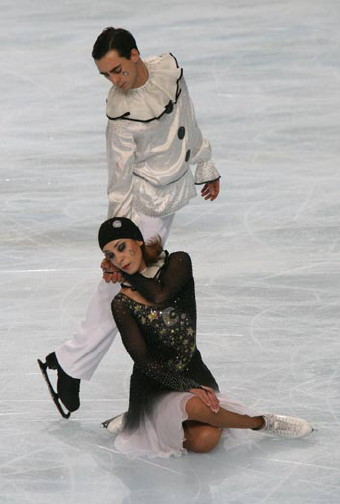
Faiella e Scali nel 2008

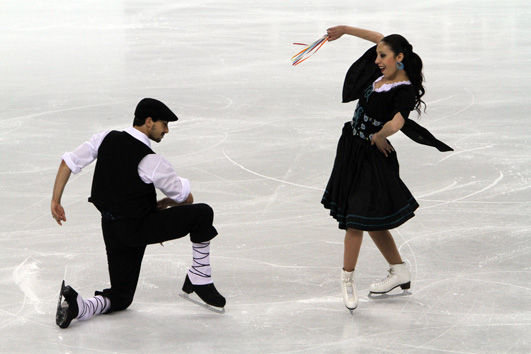
Faiella e Scali durante la loro original dance ai campionati mondiali 2010

### Con Scali

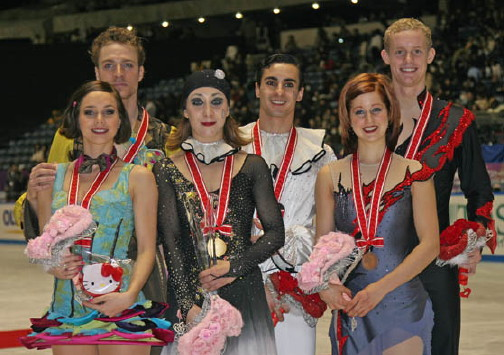
Faiella e Scali con gli altri medagliati all'NHK Trophy 2008

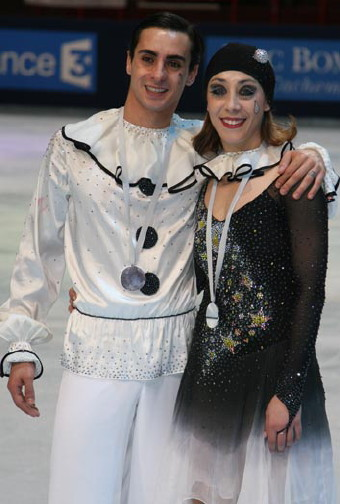
Faiella e Scali al Trophée Eric Bompard 2008

| Stagione  | Short dance | Free dance | Esibizioni                                                          |
| --------- | --- | --- | ------------------------------------------------------------------- |
| 2010–2011 | My Fair Lady: - On the street where you live (strumentale) - I could have danced all night - The rain in Spain | Manolete di Pepe Romero: - Que se ven desde el conquero - De mi vera te fuistes                                                                  |                                                                     |
|           | Original dance | |                                                                     |
| 2009–2010 | Italian folk: - Tammurriata nera - Tarantella Pizzicata | - Gli Emigranti di Nino Rota | - Quel posto che non c'è di Negramaro                               |
| 2008–2009 | - Follow the Fleet - Let's Face the Music and Dance - Let Yourself Go | - Sonata al chiaro di luna di Ludwig van Beethoven                                                                                               | Di Missy Elliott: - Past that Duch - The Rain - Lose Control        |
| 2007–2008 | - Pizzica Salentina - Lu Rusciu de lu Mare - Santo Poulo di Suono Salento | - Yentl composto da Michel Legrand cantata da Barbra Streisand                                                                                   |                                                                     |
| 2006–2007 | - Tanguera eseguito da Sexteto Mayor | - Pantera en Liberta di Mónica Naranjo | - Elisa                                                             |
| 2005–2006 | - Cha Cha "Pata Pata" - Rhumba - Samba | - Mission di Ennio Morricone | - Mission di Ennio Morricone - Carmina Burana - Elisa - La traviata |
| 2004–2005 | - How Can I Live to Another Day di Frank Sinatra - Girls, Girls, Girls | Di Aretha Franklin: - Spirit in the Dark - (You Make Me Feel Like) A Natural Woman - Think                                                       | - Ice Cube - Carmina Burana - Romanza di Andrea Bocelli             |
| 2003–2004 | - Hafanana di Afric Simone - Minnie the Moocher (da Blues Brothers soundtrack) - Hafanana di Afric Simone | - Libertango di Ástor Piazzolla Orchestra disco soledad - Uno (from A Passion for Tango) - Libertango di Ástor Piazzolla Orchestra disco soledad | - Big Spender                                                       |
| 2002–2003 | - Die Fledermaus di Johann Strauss II | - Ayer di Gloria Estefan - Demasiado di Willy Deville - Volveras di Gloria Estefan - Demasiado di Willy Deville                                  | - Big Spender                                                       |
| 2001–2002 | - Scott & Fran's Paso Doble (da Strictly Ballroom OST) di David Hirschfelder & Bogo Pogo Orchestra - The Fencing Lesson di Marc Anthony - Scott & Fran's Paso Doble (da Strictly Ballroom OST) di David Hirschfelder & Bogo Pogo Orchestra | - Le quattro stagioni di Antonio Vivaldi eseguito dalla Boston Pops Orchestra                                                                    | - Por una Cabeza                                                    |

## Palmarès

### Con Scali
| Risultati                     | Risultati      | Risultati      | Risultati      | Risultati      | Risultati      | Risultati      | Risultati      | Risultati      | Risultati      | Risultati      |
| Internazionali                | Internazionali | Internazionali | Internazionali | Internazionali | Internazionali | Internazionali | Internazionali | Internazionali | Internazionali | Internazionali |
| Evento                        | 2001–02        | 2002–03        | 2003–04        | 2004–05        | 2005–06        | 2006–07        | 2007–08        | 2008–09        | 2009–10        | 2010–11        |
| ----------------------------- | -------------- | -------------- | -------------- | -------------- | -------------- | -------------- | -------------- | -------------- | -------------- | -------------- |
| Giochi olimpici invernali     | 18º            |                |                |                | 13º            |                |                |                | 5º             |                |
| Campionati mondiali           | 16º            | 11º            | 9º             | 9º             | 8º             | 9º             | 5º             | 8º             | 3º             |                |
| Campionati europei            | 12º            | 8º             | 6º             | 5º             | 7º             | 6º             | 4º             | 2º             | 2º             | 5º             |
| Finale del Grand Prix         |                |                |                |                |                |                |                | 4º             |                |                |
| GP Trophée Eric Bompard       |                |                |                | 5º             | 3º             | 3º             |                | 2º             |                |                |
| GP Cup of China               |                |                |                |                | 6º             |                | 3º             |                | 3º             | 3º             |
| GP Cup of Russia              |                | 5º             | 5º             | 3              |                |                |                |                |                | R              |
| GP NHK Trophy                 |                |                |                |                |                |                |                | 1º             |                |                |
| GP Skate America              |                |                | 4º             |                |                |                | 3º             |                |                |                |
| GP Skate Canada               | 7º             | 5º             |                |                |                | 3º             |                |                |                |                |
| Bofrost Cup                   |                |                | 3º             |                |                |                |                |                |                |                |
| Karl Schäfer Memorial         | 2º             |                |                |                |                |                |                |                |                |                |
| Nebelhorn Trophy              | 2º             | 1º             |                |                |                |                |                |                |                |                |
| Nazionali                     |                |                |                |                |                |                |                |                |                |                |
| Campionati italiani           | 2º             | 1º             | 1º             | 1º             | 2º             | 1º             | 1º             | 1º             | 1º             | R              |
| GP = Grand Prix; R = ritirati |                |                |                |                |                |                |                |                |                |                |

### Con Milo
- J = Junior
- R = Ritirati

| Evento                                   | 1996-1997 | 1997-1998 | 1998-1999 | 1999-2000 |
| ---------------------------------------- | --------- | --------- | --------- | --------- |
| Campionati mondiali                      |           |           |           | R         |
| Campionati europei                       |           |           |           | 11º       |
| Campionati mondiali junior               | 7º        | 2º        | 2º        |           |
| Campionati italiani                      | 2º J.     | 1º J.     | 1º J.     | 2º        |
| Nations Cup                              |           |           |           | 5º        |
| Finlandia Trophy                         |           |           |           | 2º        |
| JGP Finale                               |           | 1º        | 2º        |           |
| JGP Messico                              |           |           | 1º        |           |
| JGP Germania                             |           | 2º        | 2º        |           |
| JGP Bulgaria                             |           | 1º        |           |           |
| Festival olimpico della gioventù europea | 1º        |           |           |           |